# ایستینگتون، استراود
ایستینگتون (به انگلیسی: Eastington) یک روستا و محله مدنی در بریتانیا است که در Stroud District واقع شده‌است. ایستینگتون ۱٬۵۶۷ نفر جمعیت دارد.